# Архитектура Одессы

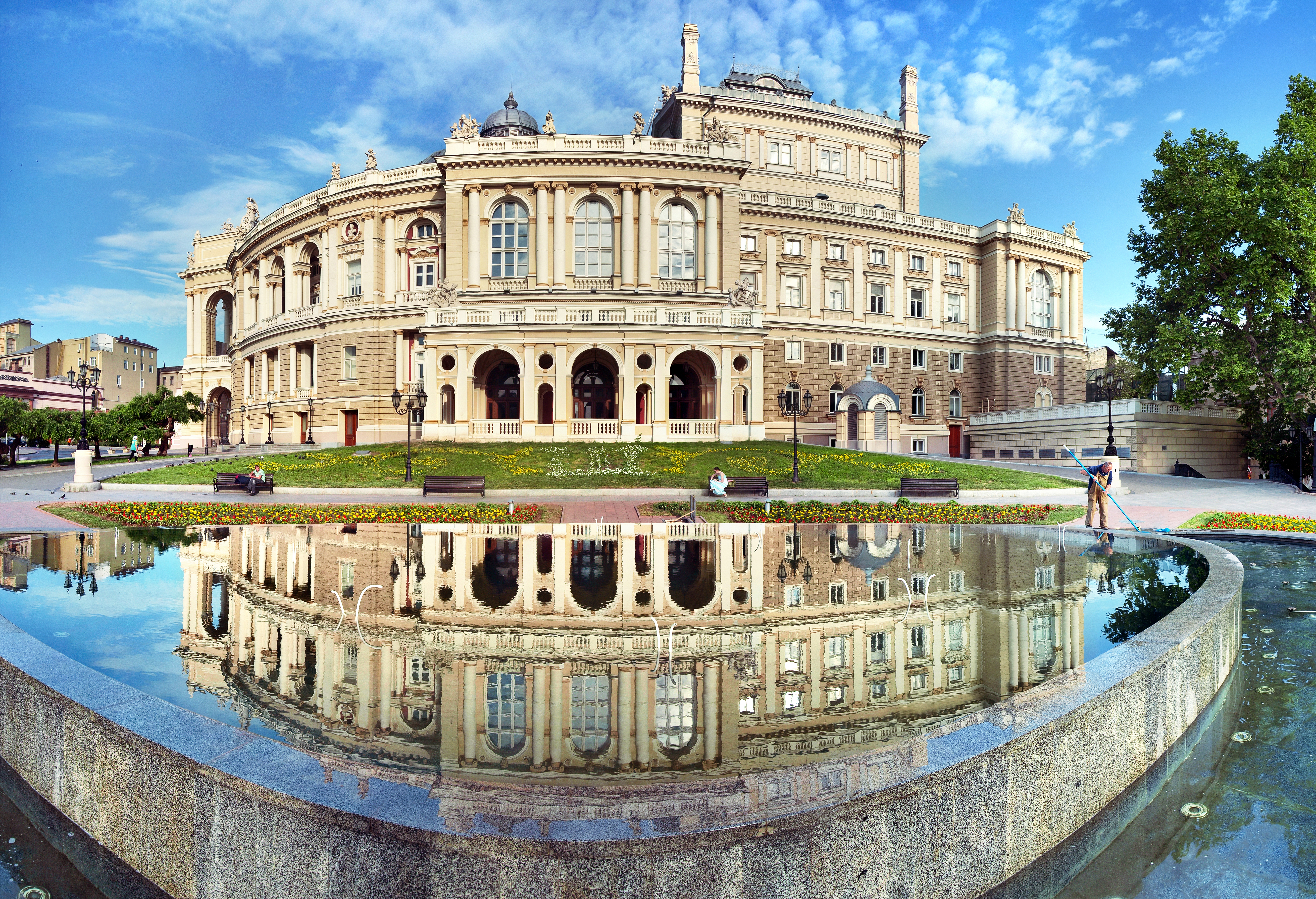
Боковой фасад Одесского оперного театра.

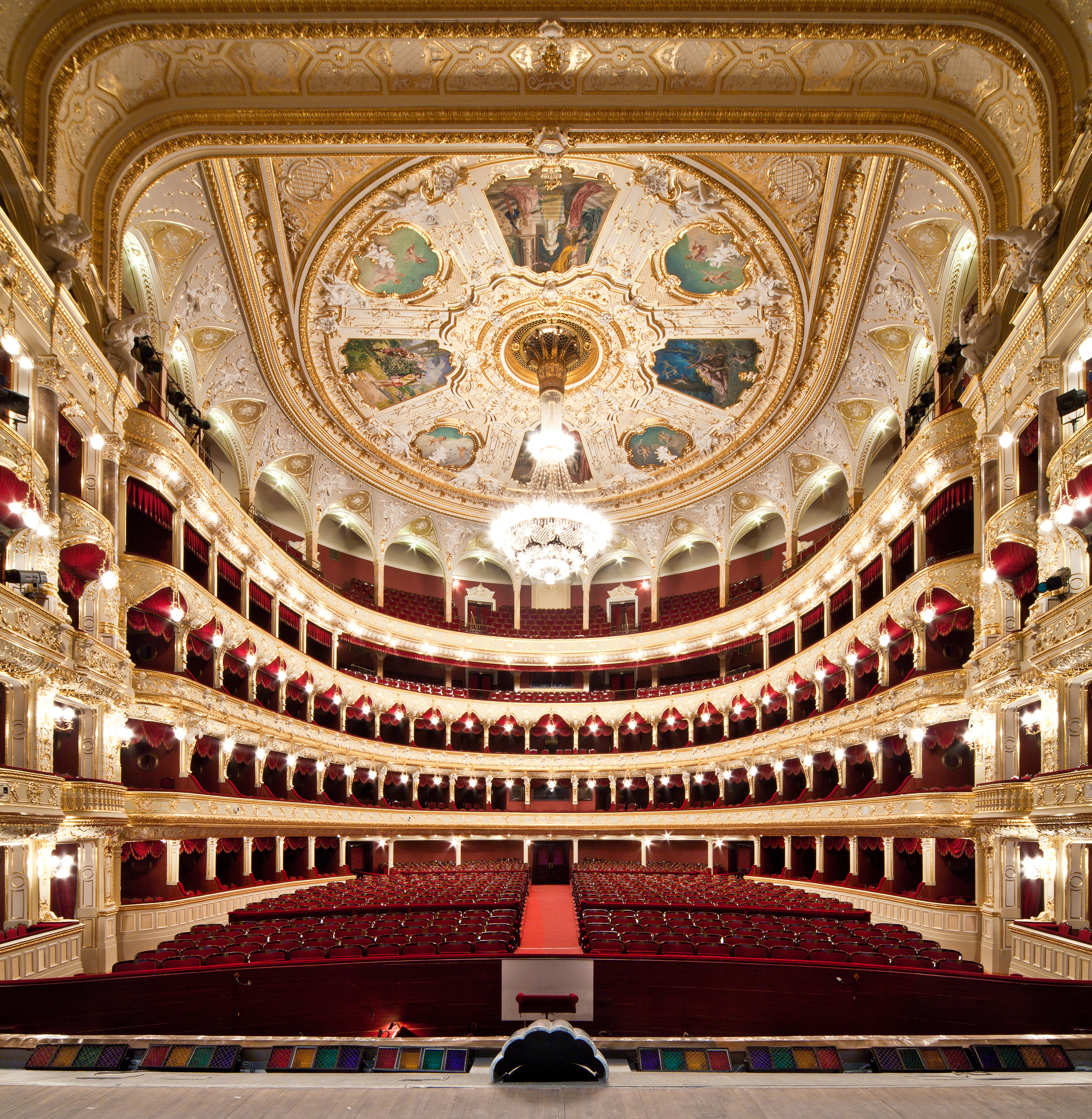
Зрительный зал Одесского оперного театра.

Архитектура Одессы — совокупность приёмов архитектуры и градостроительства, применённых в Одессе.
Одесса — один из немногих городов, построенных в основном по регулярному плану. 
Её архитектура  представлена различными стилями XIX—XX веков: классицизмом, ампиром, необарокко, неоготикой, модерном, неоклассицизмом, конструктивизмом, а также появившимися в пост-советское время техно-архитектурой и постмодернизмом.
Большое влияние на облик города оказали природно-климатические условия. С целью защиты от летнего зноя возводились портики, лоджии, крытые галереи. Галереями, подобно древнегреческим агорам, обрамлялись по контуру рыночные площади.
Использование камня-ракушечника определило кладку из крупных блоков и отсутствие мелких деталей.
Первые здания в Одессе строятся в стиле классицизма, отличаются рационализмом и скупостью декора. В 1820—1830-е годы в условиях растущей экономико-политической значимости города в Одессе наблюдается расцвет ампира.
Вследствие многонациональности Одессы в архитектуре культовых зданий прослеживается византийско-греческое влияние, а в планировке и фасадных композициях жилых домов можно встретить архитектурные приёмы не только итальянского и французского, но и армянского происхождения.

## Улицы
Камень для мощения улиц привозили из различных портов Италии (Триеста, Генуи, Ливорно, Неаполя) и с Мальты корабли, бравшие его в качестве балласта. Стоил он дорого и для нужд города его не хватало. Так, согласно запискам Джона Стефанса, к 1835 году были замощены лишь некоторые из улиц, из-за чего в городе стояла пыль и жители были вынуждены носить плащи, дабы защитить свою одежду.

## Исследователи одесской архитектуры
- А. В. Левицкий
- А. О. Лисенко
- М. Б. Михайлова
- В. И. Тимофеенко
- Д. Б. Шаматажи

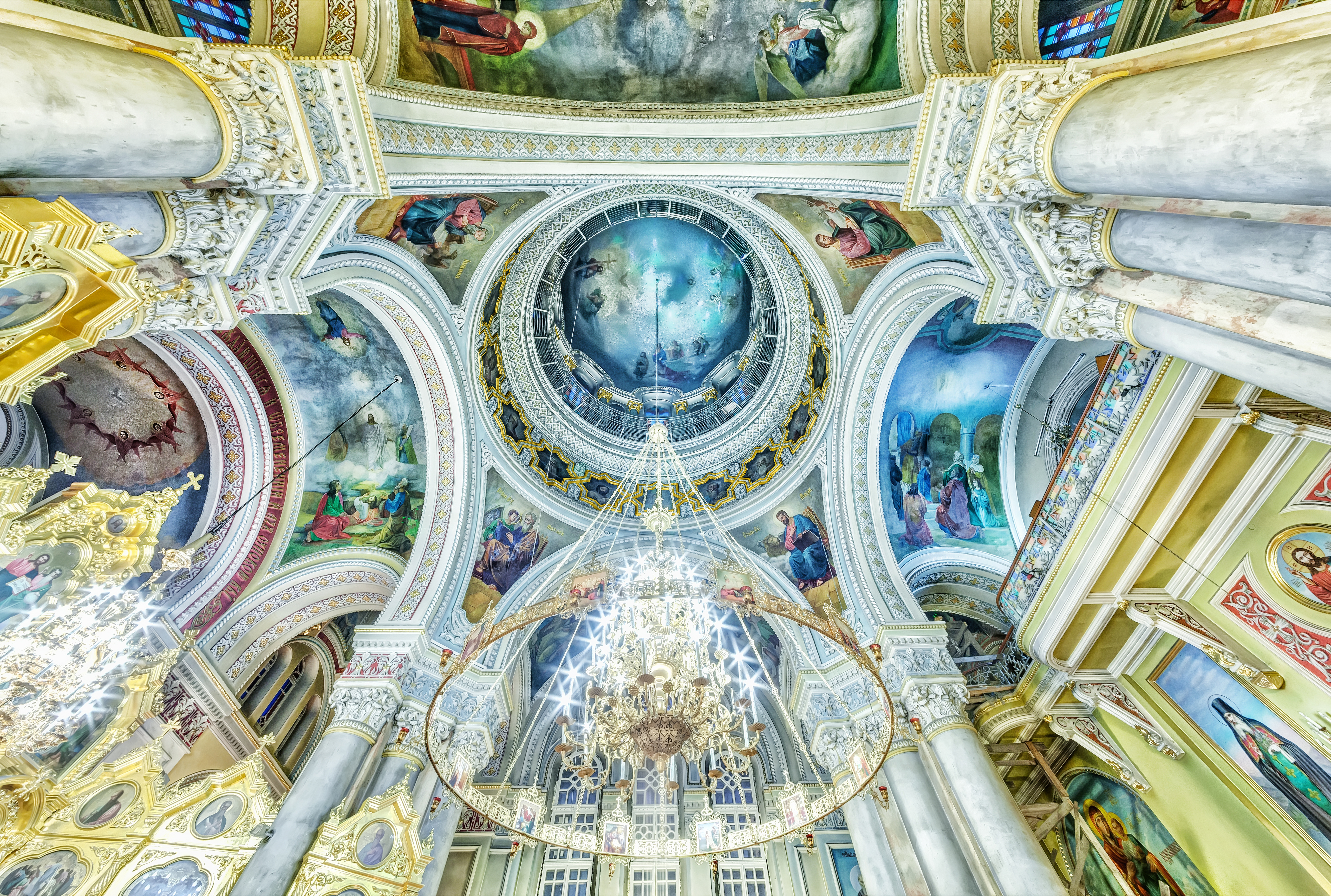
Интерьер церкви (1894—1896, арх. Л. Ф. Прокопович) Ильинского монастыря.
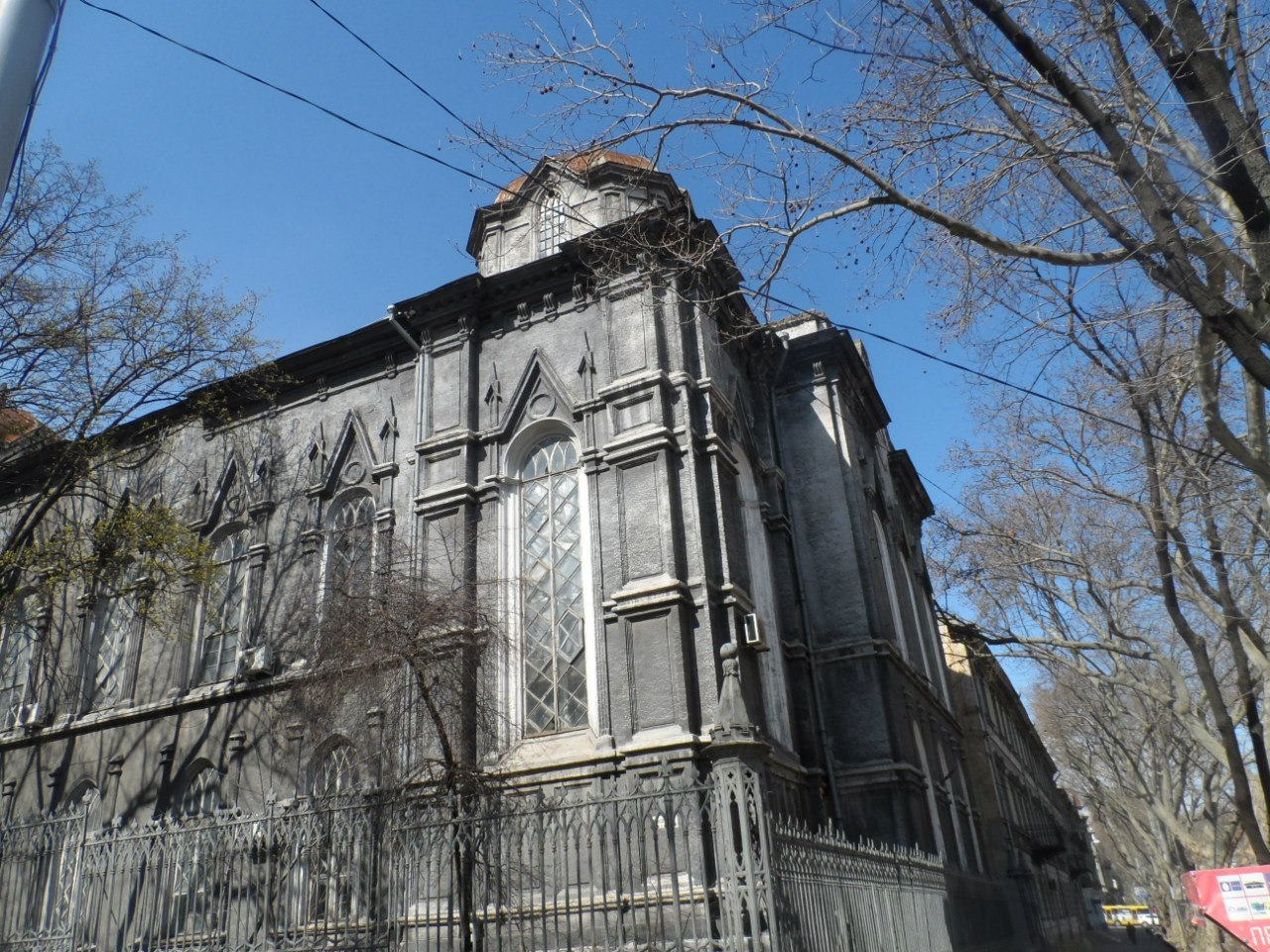
Бродская синагога, (1863, арх. И. Н. Коллович).
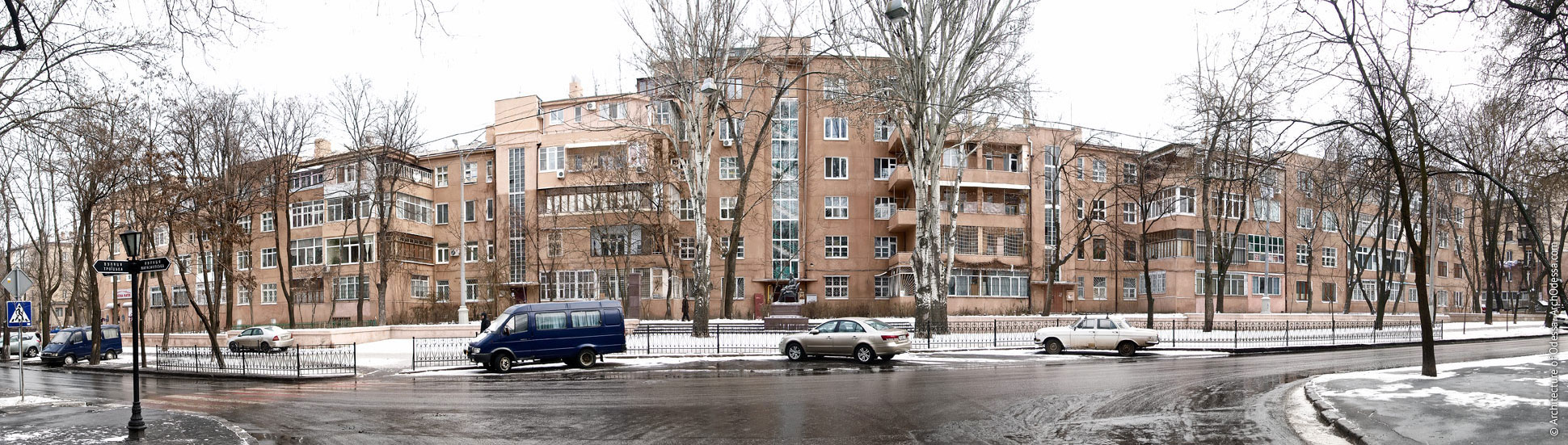
Жилой дом сотрудников НКВД на ул. Маразлиевской, 1а (1929—1931, арх. А. И. Дубинин)[2].